# NK Mladost Stipanovci
NK Mladost je nogometni klub iz Stipanovaca u općini Podgorač nedaleko Našica u Osječko-baranjskoj županiji.
NK Mladost je član Nogometnog središta Našice te Nogometnog saveza Osječko-baranjske županije. U klubu treniraju i natječu se tri kategorije:početnici U-10, juniori i seniori.
Klub je osnovan 1957.
Trenutačno se natječe u 2. ŽNL Našice.

## Vanjske poveznice
- http://www.nogos.info/  Arhivirana inačica izvorne stranice od 22. svibnja 2016. (Wayback Machine)